# Râul Cotorca
Râul Cotorca este un curs de apă, afluent al râului Ialomița. 